# يوروبا يونيفرساليس 2
يوروبا يونيفرساليس 2 (بالإنجليزية: Europa Universalis II)‏ هي لعبة فيديو إستراتيجية لبناء إمبراطورية، اللعبة تعتمد على التاريخ الأوروبي والعالمي والتي يمتد اللعب بين 1419م إلى 1820م, تم تطويرها من قبل استوديو برودكس للتطوير.اللعبة هي الجزء الثاني من سلسلة يوروبا يونيفرساليس وتم اصدرها في 2001.

## روابط خارجية
- Europa Universalis II Official wiki
- Europa Universalis II at بارادوكس إنتراكتيف
- Europa Universalis II على موبي غيمز
- Europa Universalis II على مشروع الدليل المفتوح